# محاصره دمیانسک
محاصره دمیانسک (آلمانی: Kessel von Demjansk) نامی بود که در طول جبهه شرقی جنگ جهانی دوم به محل احاطه شدن نیروهای آلمانی در اطراف دمیانسک در جنوب لنینگراد توسط ارتش سرخ داده شد. این محاصره عمدتاً از ۸ فوریه تا ۲۱ آوریل ۱۹۴۲ وجود داشت.